# Chiroderma
Chiroderma ist eine Fledermaus-Gattung in der Familie der Blattnasen mit fünf Arten, die in Mittel- und Südamerika vorkommen.

## Merkmale
| 2 | · | 1 | · | 2 | · | 2 | = 28 |

Diese Fledermäuse erreichen eine Kopf-Rumpf-Länge von 55 bis 87 mm, eine Unterarmlänge von 37 bis 58 mm sowie ein Gewicht von 14 bis 22 g. Der Schwanzansatz ist äußerlich nicht sichtbar. Das Fell hat oberseits eine braune bis rotbraune Farbe, während die Unterseite heller gefärbt ist. Bei der Salvin-Großaugenfledermaus und bei einer Unterart der Kleinen Großaugenfledermaus kommen kennzeichnende helle oder weiße Streifen im Gesicht oder/und auf dem Rücken vor. Bei manchen Populationen der Kleinen Großaugenfledermaus hat das Fell eine gelbe oder graue Schattierung. Allen zugehörigen Arten fehlt das Nasenbein. Die Gattung unterscheidet sich weiterhin durch ein breiteres Nasenblatt und durch eine stärker behaarte Flughaut von den Streifen-Fruchtvampiren (Platyrrhinus).
Bei den Chiroderma-Arten sind die oberen inneren Schneidezähne lang und spitz. 

## Arten und Verbreitung
Zur Gattung zählen folgende Arten.
- Brasilianische Großaugenfledermaus (Chiroderma doriae), Osten Paraguays, Südosten Brasiliens, vermutlich angrenzende Gebiete Argentiniens.
- Guadeloupe-Großaugenfledermaus (Chiroderma improvisum), endemisch auf Guadeloupe und Montserrat.
- Salvin-Großaugenfledermaus (Chiroderma salvini), mit mehreren voneinander getrennten Populationen von Mexiko bis Bolivien und Brasilien.
- Kleine Großaugenfledermaus (Chiroderma trinitatum), von Costa Rica bis Bolivien und Brasilien.
- Haarige Großaugenfledermaus (Chiroderma villosum), vom Süden Mexikos bis Bolivien und Brasilien.

Die IUCN listet die Guadeloupe-Großaugenfledermaus als gefährdet (Vulnerable) und die anderen Arten als nicht gefährdet (Least Concern).

## Lebensweise
Die Arten halten sich vorwiegend in feuchten Habitaten, oft in der Nähe von Teichen oder Bächen auf. Sie ernähren sich hauptsächlich von Früchten. Die Paarungszeit variiert zwischen den Arten und Populationen. Weibchen gebären nach 3,5 bis 4 Monaten Trächtigkeit ein Jungtier.

## Referenzen
- Wilson & Reeder (Hrsg.): Mammal Species of the World. 3. Auflage. Johns Hopkins University Press, Baltimore 2005, ISBN 0-8018-8221-4 (englisch, Chiroderma).
- Chiroderma in der Roten Liste gefährdeter Arten der IUCN 2015. Abgerufen am 30. April 2016.
- Ronald M. Nowak: Walker's Mammals of the World. Band 1. 6. Auflage. 1999, S. 394–395, ISBN 0-8018-5789-9 (Big-eyed Bats).
- Alfred L. Gardner (Hrsg.): Mammals of South America, Volume 1. University of Chicago Press, 2008, ISBN 0-226-28240-6, S. 321–322 (englisch, Genus Chiroderma).